# Árbol de la Noche Victoriosa
El Árbol de la Noche Victoriosa o Noche Triste (como se conoce en la historiografía española) es un ahuehuete de más de quinientos años que se encuentra en la calzada más antigua de América, llamada originalmente Tlacopan (en náhuatl, ‘lugar donde hay juncos’), actualmente la calzada México-Tacuba.
Se le conoció como «Árbol de la noche triste» en alusión a la noche en que el conquistador español Hernán Cortés, lloró una importante derrota frente a los mexicas el 30 de junio de 1520. 
En el marco de la conmemoración de los quinientos años de la caída de Tenochtitlán, Claudia Sheinbaum, exjefa de gobierno de la Ciudad de México y presidenta electa tras las elecciones federales de México de 2024, le cambió el nombrecomo una forma de reivindicar, según su criterio, la resistencia de los mexicas frente a la embestida española y, al mismo tiempo, dar presencia y voz a los pueblos indígenas de México.

## Historia

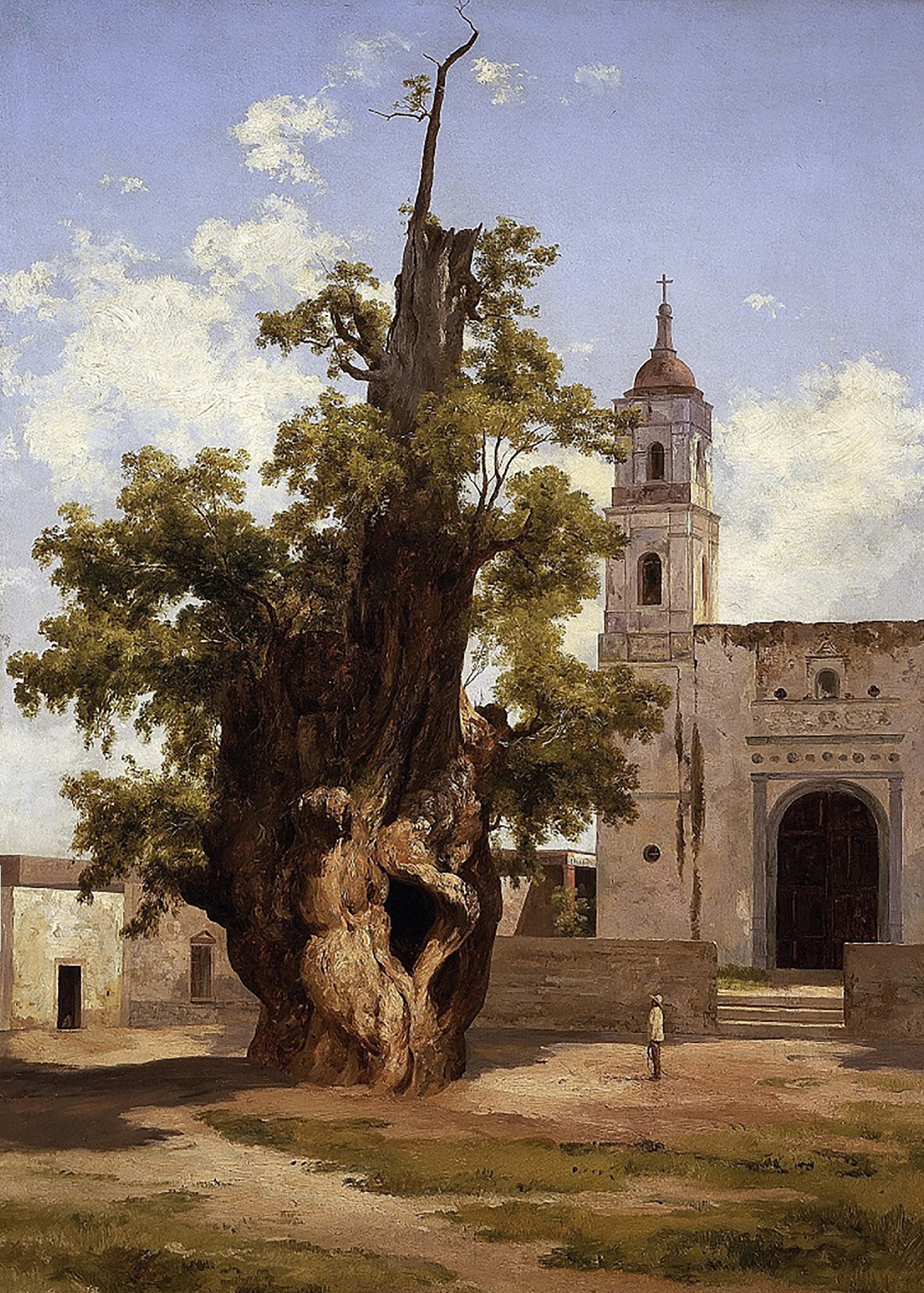
Óleo atribuido a José María Velasco. En él se observa el ahuehuete y, detrás, la ermita de San Esteban Popotla.

El antecedente histórico del ahuehuete es confuso e impreciso; historiadores y estudiosos especializados en el tema dudan incluso que este árbol haya existido en 1520, y que el conquistador español se haya detenido a llorar su derrota, considerando el escenario de confusión en medio de una huida militar. Textos de la época, como la Historia verdadera de la conquista de la Nueva España, de Bernal Díaz del Castillo, señalan la tristeza de Hernán Cortés frente a este hecho, sin hacer alusión a ningún árbol ni lugar específico. Lo mismo sucede con la Segunda carta de relación de Hernán Cortés dirigida al emperador Carlos V: 

«Y llegado a la dicha ciudad de Tacuba, hallé toda la gente remolinada en una plaza, que no sabían dónde ir. En este desbarato se halló por copia, que murieron ciento y cincuenta españoles y cuarenta y cinco yeguas y caballos, y más de dos mil indios que servían a los españoles…».

Bernardino de Sahagún menciona la estancia de las tropas españolas e indígenas en Popotla tras escapar de Tenochtitlán, pero no hace alusión ni a la tristeza de Cortés ni al árbol referido: «Llegaron a otra acequia que se llama Petlacalco, y pasáronla con harta dificultad: habiéndola pasado allí se rehicieron todos y se recogieron a otro lugar que se llama Puputla ya cuando amanecía, y los mexicanos seguíanlos con gran grita».
Ya en el siglo XIX el ahuehuete es asociado al episodio de la noche triste. Hacia 1872 se registra una solicitud al Ayuntamiento de México de usar hierro viejo de la cárcel de Belén y de viejos faroles para fundirlos y hacer una reja que lo rodeara para protegerlo tras un incendio que sufrió el árbol por una persona que lo quiso incendiar el 2 de mayo de ese año, episodio referido por Manuel Rivera Cambas. Una piedra que la tradición oral identificaba como la que usó Hernán Cortés, permanecía en la ermita de San Esteban Popotla, nombre dado en la época virreinal al antiguo altépetl de Popotla. Diversas pinturas y litografías registran el árbol frente a la ermita, misma que fue demolida y sustituida por la contemporánea iglesia de la Virgen del Pronto Socorro.
Manuel Gamio excavó en 1909 en el área de Popotla encontrando restos materiales de madera, obsidiana e instrumentos musicales, entre otros. En 1929 se registra una petición de remozamiento y reparación del ahuehuete y su entorno al encontrarse en abandono. Vecinos indican que hacia los años 60 el ahuehuete aún conservaba follaje.
El ahuehuete referido como el del episodio cortesiano sufrió un incendio por un corto circuito en el cableado de la zona, el 10 de enero de 1980. Los bomberos lograron sofocar el fuego que consumió el ahuehuete desde su interior. Desde entonces mantiene la apariencia actual y no la de un árbol frondoso. Tras el incendio el Instituto Nacional de Antropología e Historia (INAH) autorizó hacer un proyecto en sus alrededores, mismo que de inicio planteaba la construcción de una plaza, el encapsulamiento de los restos del árbol y el establecimiento de un museo de sitio. En 1997 fue colocada una placa que lo consignaba como «Árbol de la noche triste» y fue incluido dentro del catálogo de monumentos históricos del INAH.
Si bien no se tiene la certeza de que el ancestral árbol haya sido el mismo donde Cortés habría lamentado su derrota, el árbol está presente en el imaginario colectivo de los mexicanos y en particular de los capitalinos, al ser un recordatorio de la caída del Imperio azteca, un referente geográfico de la Ciudad de México y un símbolo del antiguo altépetl de Popotlan y posterior San Esteban Popotla. Su imagen es usada en la estación Popotla, de la línea 2 del sistema de transporte colectivo de la Ciudad de México.

### Renombramiento
En el marco de la conmemoración por los quinientos años de la caída de Tenochtitlan, el 27 de julio de 2021, cambió su nombre a Árbol de la noche victoriosa, «en homenaje a la completa gloria de los valiosos mexicanos que obligaron a huir a los perpetradores de la masacre del Templo Mayor... y a las generaciones que mantuvieron en la memoria popular el recuerdo de aquella victoria» expresaron autoridades al revelar una placa en el lugar. Otra modificación en la nomenclatura en los lugares de memoria de la Ciudad de México fue la de la avenida Puente de Alvarado, haciendo alusión a Pedro de Alvarado, capitán del ejército de Hernán Cortés.